# Nemili
Nemili es una ciudad y nagar Panchayat situada en el distrito de Ranipet en el estado de Tamil Nadu (India). Su población es de 10806 habitantes (2011). Se encuentra a 59 km de Vellore y a 19 km de Kanchipuram.

## Demografía
Según el censo de 2011 la población de Nemili era de 10806 habitantes, de los cuales 5423 eran hombres y 5383 eran mujeres. Nemili tiene una tasa media de alfabetización del 84,68%, superior a la media estatal del 80,09%: la alfabetización masculina es del 92,04%, y la alfabetización femenina del 77,33%.